# Vila Baleira
Vila Baleira este un oraș în munincipalitatea Porto Santo, Portugalia.